# Зельчюс, Леонардас Александрович
Леонардас Александрович Зельчюс (лит. Leonardas Zelčius, 1 мая 1928, Каунас, Литва — 11 июля 2015, Каунас, Литва) — литовский и советский актёр театра и кино, режиссёр, педагог, народный артист Литовской ССР (1988).

## Биография
Родился в Каунасе. В 1945—1947 годах учился в студии Каунасского государственного драматического театра, затем в 1948—1952 годах учился в Москве в ГИТИСе (курс Г. Конского и М. В. Орлова).
После окончания ГИТИСа в 1952 году вошёл в труппу Каунасского государственного драматического театра.
С 1972 года руководил студенческим народным театром Каунасского политехнического института.
Сыграл более ста ролей в театре, кино и на телевидении, также поставил несколько спектаклей.
В 2010 году после инсульта актёр потерял значительную часть зрения и оказался прикован к постели.
Скончался 11 июля 2015 года в Каунасе.

### Семья
- Жена — актриса Дануте Юроните-Зельчювене (1933—2015), заслуженная артистка Литовской ССР.
- Дочь — Кристина Довиле (род. 1959), поэтесса, писатель и психолог.

## Награды
- Заслуженный артист Литовской ССР.
- Народный артист Литовской ССР (1988).
- Офицер ордена Великого князя Литовского Гядиминаса (1998).
- Премия Правительства Литвы в области культуры и искусства (1998).

## Работы в театре
- 1952 — «Варвары» М. Горького — Фигаро
- 1952 — «Женитьба Фигаро» Бомарше — Фигаро
- 1954 — «Живой труп» Лев Толстой — Протасов
- 1955 — «А. Малышевский. Баллады и романсы» — Адам Мицкевич
- 1955 — «Мораль пани Дульской» Г. Запольской — Збышек
- 1955 — «Украденное счастье» Иван Франко — Микола Задорожный
- 1960 — «Три сестры» Чехова — Тузенбах
- 1961 — «Король Лир» Шекспир — шут
- 1964 — «Трёхгрошовая опера» Б. Брехт — Джонатан Джеремия Пичем
- 1965 — «Униженные и оскорблённые» Ф. М. Достоевский — Иван Петрович
- 1968 — «Малыш и Карлсон» Линдгрен — Карлсон
- 1968 — «Мольер» М. Булгаков — Мольер
- 1969 — «Ревизор» Н. В. Гоголь
- 1971 — «Выгодное место» А. Н. Островский
- 1972 — «Нора» Генрик Ибсен — доктор Ранк
- 1975 — «Старомодная комедия» Арбузова — Он
- 1978 — «Иванов» Чехова — Шабельский
- 1989 — «В то время» Самуэль Беккет — Это
- 1989 — «Наш городок» Торнтон Уайлдер — Саймон Стимсон
- 1990 — «Стулья» Э. Ионеско — старик
- 1991 — «Вишнёвый сад» Чехова — Фирс
- 1994 — «Продавец дождя» Н. Ричард Нэш — Карри
- 1994 — «Верёвка» Юджин О’Нил — Бентли
- 1996 — «Ужин» Жан-Клод Брисвиль — Талейран
- 1998 — «Соната призраков» Август Стриндберг — Старик

## Фильмография
1. 1967 — Шаги в ночи (лит. Žingsniai naktį) — француз
2. 1971 — Маленькая исповедь (лит. Maža išpažintis) — вахтёр судоремонтного завода
3. 1971 — Раны земли нашей (лит. Žaizdos žemės mūsų) — эпизод
4. 1972 — Геркус Мантас (лит. Herkus Mantas) — пленный крестоносец
5. 1973 — Весёлые истории (лит. ) — директор школы (нет в титрах)
6. 1973 — Совсем пропащий — господин на похоронах (нет в титрах)
7. 1971 — Ключи от рая (лит. Paradīzes atslēgas) — Яков Антонович Бельский (в титрах Л. Зелчус; дублировал Р. Я. Плятт)
8. 1976 — Зять (лит. Žentas) — Кальвайтис
9. 1977 — Парень с Рабочей улицы (лит. Vaikinas iš Darbo gatvės) — Янавичюс
10. 1978 — Жизнь Бетховена — Йоган Бах, адвокат
11. 1979 — Колдун (лит. Raganius) — Гугис
12. 1979 — Соседи (лит. Kaimynai) — Балзарас
13. 1980 — Банк Немо (лит. Nemo bankas) — эпизод
14. 1981 — Паланга (лит. Palanga) — господин на курорте
15. 1981 — Рай красного дерева (лит. Raudonmedžio rojus) — отец Каролиса
16. 1982 — Америка в бане (лит. Amerika pirtyje) — Файбчикас
17. 1982 — Лесорубы (лит. Girių kirtėjai) — Плёплис
18. 1983 — Уроки ненависти — немецкий солдат
19. 1984 — В двух шагах от «Рая» — Кройшас, парикмахер
20. 1984 — Девять кругов падения (лит. Devyni nuopuolio ratai) — прислужник ксёндза
21. 1984 — Здесь наш дом (лит. Čia mūsų namai)
22. 1985 — Будьте как солнце (лит. Būkit kaip saulė) — Таронас
23. 1986 — Жалоба — патологоанатом
24. 1986 — Железный класс (лит. Geležiniai Žmonės)
25. 1986 — Конец операции «Резидент» — профессор Нимейер, пытавшийся завербовать Нестерова
26. 1986 — Корона ужа (лит. Žalčio karūna) — возница
27. 1987 — Визит к Минотавру — синьор Пиченарди, у которого Страдивари купил дом с мебелью
28. 1987 — Воскресный день в аду (лит. Savaitgalis pragare) — парикмахер
29. 1987 — Даниил — князь Галицкий — легат Опизо, посланник Папы Римского
30. 1988 — Вилюс Каралюс (лит. Vilius Karalius) — Шальтейкю Вилкас
31. 1988 — Лето в веснушках (лит. Strazdanota vasara) — эпизод
32. 1990 — Взгляд змия (лит. Žalčio žvilgsnis) — судья
33. 1990 — Дети из отеля «Америка» (лит. Vaikai iš "Amerikos" viešbučio) — директор школы
34. 1990—1992 — Марюс (лит. Marius) — Сангушка
35. 1986 — Королевство (лит. Regno )
36. 1993—1997 — Родня (лит. Giminės) — Лёнгинас Шепутис
37. 1994 — Балтийская любовь (исп. Balti armastuslood) — Юозас, ксёндз
38. 1997 — Дом (Литва, Португалия, Франция; лит. A Casa)
39. 1997 — Лунная Литва (лит. Mėnulio Lietuva) — Левитанский
40. 1998—2000 — Поросль (лит. Atžalos)